# Leïna Benkhraba
Leïna Benkhraba, née le 23 mai 1992, est une cavalière marocaine de saut d'obstacles.

## Carrière
Elle est la première cavalière marocaine, arabe et africaine à participer à des Jeux équestres mondiaux, lors de l'édition de 2014 en Basse-Normandie.
Aux Jeux africains de 2019 à Rabat, elle remporte la médaille d'or du concours de saut d'obstacles par équipes.